# Pierre Bourdieu
Pierre Bourdieu (Pierre-Félix Bourdieu), född 1 augusti 1930 i Denguin i Pyrénées-Atlantiques, död 23 januari 2002 i Paris, var en fransk sociolog, kulturantropolog, medieteoretiker, forskare samt författare. Sedan Durkheim har Bourdieu varit den mest inflytelserika franska sociologen.
Bourdieu var sedan 1982 innehavare av professuren i sociologi vid Collège de France, vilken han övertog efter Raymond Aron. Bourdieu är känd för sina teorier om kulturellt kapital. Till hans viktigaste arbeten räknas Le métier de sociologue (1968), Reproduction (1970), Homo Academicus (1984), Outline of a Theory of Practice (1977), Les sens pratique (1980), La distinction (1979) och La noblesse d'état (1989).

## Biografi
Bourdieu föddes i byn Denguin i sydvästra Frankrike, i en lantlig medelklassfamilj. Hans far var lantbrukare och sedermera posttjänsteman. Bourdieu studerade filosofi i Paris vid högskolan École Normale Supérieure. Där han var klasskamrat med Jacques Derrida.[källa behövs] Efter studierna verkade Bourdieu som gymnasielärare och gjorde sedan värnplikten i den franska armén placerad i Algeriet. Åren efter Bourdieu skickades till armèn, och han skickades till Algeriet 1955. Väl där genomförde Bourdieu kulturantropologiska och sociologiska studier, med hjälp av vilka han sedermera även teoretiserade, mellan 1958 och 1960. Denna tid resulterade i boken Sociologie de l’Algérie (1958) innan han återvände till Frankrike 1960. Under denna tid i Paris undervisade Bourdieu vid Paris universitet (1960–1961) och det anrika Lilles universitet (1961–1964), dessförinnan att han erhöll en tjänst vid Collège de France.  Bourdieu är begravd på Cimetière du Père-Lachaise i Paris.

## Centrala teorier och begrepp
Några av de mest centrala begreppen i Bourdieus teoretiska ramverk är det sociala rummet, fält, habitus och symboliskt kapital.

### Fält
Bourdieu undviker att tala om samhället utan talar i stället om det sociala rummet eller fält, kodade med specifika regler och värderingar. 
Med fält menar Bourdieu en del av det sociala rummet inom vilket det är möjligt att urskilja agenters sociala position. Positionen skapas genom interaktion mellan särskilda normer rådande inom fältet, agentens habitus och agentens sociala, ekonomiska och kulturella kapital. Fält interagerar med varandra och är hierarkiskt ordnade. Ett exempel på en svensk forskare som intresserat sig för fält är utbildningssociologen Donald Broady, ett annat är socialantropologen Raoul Galli
Med andra ord: Ett socialt fält är en grupp människor som förenas där genom ett gemensamt intresse.

### Habitus
Habitus är en produkt av historien som producerar individuella och kollektiva vanor i enlighet med de system som befästs av historisk upprepning.
Enligt Bourdieus formas habitus av strukturell social position och genererar handling, så när människor agerar och visar handlingsfrihet reflekterar och reproducerar de samtidigt social struktur. Bourdieu utvecklade sin teori om habitus samtidigt som han lånade idéer om kognitiva och generativa scheman från Noam Chomsky och Jean Piaget vad avser kopplingen till historien och mänskligt minne. Till exempel blir ett visst beteende eller en viss övertygelse en del av ett samhälles habitus när det ursprungliga syftet med det beteendet eller övertygelsen inte längre är bekant och beteendet/övertygelsen socialiseras till individer i den kulturen.
På grund av homogenisering inom en grupp bildas objektiva strukturer som leder till att när två individer träffar varandra så innefattar också mötet en interaktion av deras habitus, som är deras historia. På grund av habitus vet aktören hur den ska agera inom sitt sociala fält. Inom Bourdieus habitus-teori ryms tankar om såväl den fria viljan som determinism. 
Habitus påverkar agentens tycke och smak för olika typer av mat, konst och musik; samtidigt kan agenten förändra sin sociala status och sitt kulturella kapital. Habitus skapar i sin tur olika livsstilsval vilket leder till reproduktion av kulturella praktiker som språkkapital, utbildningskapital, livsstilar och smaker förmedlat vidare till den sociala reproduktionen.

### Kapital
Kulturellt kapital innefattar kultiverat språkbruk och förtrogenhet med den så kallade finkulturen eller ”god smak”. Kultur är fin- eller högkultur beroende på exklusiviteten. Med ekonomiskt kapital avses materiella tillgångar och kännedom om ekonomins spelregler samt socialt kapital som avser släktband, vänskapsförbindelser och kontakter med gamla skolkamrater. En tillgång, vilken som helst, fungerar som symboliskt kapital i de sammanhang där den tillskrivs värde. Bourdieu menar dock att det är det ekonomiska respektive det kulturella kapitalet som är mest verksamt i de utvecklade samhällena.

### Det sociala rummet av positioner
Bourdieus begrepp "det sociala rummet av positioner" motsvarar en analys av klass som man hittar hos andra sociologer. Han utgick från Max Webers idéer om klass och status, men menade att klass och status är olika aspekter av samma form av stratifiering. För att förstå social klass som fenomen måste vi studera båda dessa principer, vilket Bourdieu gjorde genom att koppla samman individers kombinationer av kapital, för att sedan kunna placera in deras position i det sociala rummet. Detta rum är ett mångdimensionellt geometriskt rum där kapitalvolym och kapitalstruktur är de centrala dimensionerna, men det finns även en tredje dimension som motsvarar tid, för att kunna påvisa social mobilitet i rummet. Kapitalvolym är den mängd av olika sorters kapital som finns, och strukturen är den fördelning av kapital som finns mellan olika fraktioner i rummet. Det finns tre huvudklasser; den dominerade underklassen, medelklassen och den dominerande överklassen. Den sistnämnda delas in i två fraktioner baserat på deras huvudtillgång av olika kapital, nämligen den ekonomiska fraktionen och den kulturella fraktionen.

### Rummet av livsstilar
"Rummet av livsstilar" är ett begrepp som Bourdieu använde för att beskriva ett rum av symboliska egenskaper och tillgångar, knutet till specifika grupper i detta rum. Det placeras ovanpå det sociala rummet av positioner och gör att man kan se hur olika sorters preferenser samspelar med olika gruppers placeringar. Bestämda sorters fritidsvanor, konsumtionsvanor och värderingar kan samvariera och därmed påvisa bestämda livsstilstecken. 
Genom denna modell kan man enkelt relatera livsstilar till gruppernas olika bakgrunder i objektiva existensbetingelser och därmed olika förvärvade habitus. Lärare och kontorspersonal har mer kulturellt kapital än exempelvis jordbrukare och hantverkare men ändå mycket lägre än eliten, bestående av högskolelärare och konstnärer. Exempelvis chefer och finansanställda har mindre kulturellt kapital men desto mer ekonomiskt kapital.

### Smak
"Smak" är ett uttryck för olika sociala gruppers livsstilar, då dessa speglar en position i en kollektiv livsstil som ger uttryck för olika tillgångar av olika kapital. Detta kan man se uttryckas tydligt genom smakförändringars korrelation till social mobilitet. Bourdieu intresserade sig för hur det kom sig att vissa grupper i det kapitalistiska klassamhället förblev på sina positioner i hierarkin. Han utvecklade teorin om samhällets reproduktion, där exempelvis eliten förblev på sina positioner i ett socialt fält på grund av att de utvecklade en habitus. Denna habitus är det överförda/reproducerade kapitalet (ekonomiska, symboliska, kulturella, sociala) som individerna tillskansat sig i dialog med makten för att ge upphov till meningsfulla praktiker och uppfattningar om dessa. Klassposition bestäms alltså utifrån mängden kapital. Utbildningssystemet är i det hela centralt för att dessa reproduktionsmönster skulle kunna kvarstå, men även tankar, idéer och värderingar som individerna internaliserat tidigt under uppväxten.

### Symboliskt våld
"Symboliskt våld" är ett begrepp för de former av våld som formellt inte erkänns som våld, alltså ett maktutövande vilket inte erkänns som maktutövning. Den symboliska makten är grundad i samhälleliga hierarkier grundade på historiskt arbiträra sociala, ekonomiska och politiska ordningar. Dessa kategorier blir naturaliserade och uppfattas som givna av såväl dem som tvingas underkasta sig respektive dem som härskar.

## Verk
- Les héritiers: les étudiants et la culture (1964)
- Esquisse d'une théorie de la pratique, précédé de trois études d'ethnologie kabyle (1972) (Engelsk översättning Outline of a Theory of Practice, 1977)
- "Modeskaparen och hans märke" (1975). Ingår i Kultursociologiska texter (Salamander, 1986)
- La distinction (1979)
- Praktiskt förnuft (Raisons pratiques : sur la théorie de l'action, 1994) (översättning Gustaf Gimdal och Stefan Jordebrandt, Daidalos, 1995)
- Om televisionen (Sur la télévision, 1996) (översättning Mats Rosengren, Symposion, 1998)
- Homo Academicus (Homo Academicus, översättning Lars Eberhard Nyman [m.fl.], Symposion, 1996)
- Ce que parler veut dire (1982) (engelsk översättning Language and symbolic power, 1991)
- Den manliga dominansen (La domination masculine, 1998) (översättning Boel Englund, Daidalos, 1999)
- Science de la science et réflexivité: cours du Collège de France 2000-2001 (2002)
- Reproduktionen: bidrag till en teori om utbildningssystemet (La reproduction) (tillsammans med Jean-Claude Passeron)) (översättning: Gunnar Sandin, Arkiv förlag, 2008)
- Kultur och kritik: anföranden (Questions de sociologie) (översättning Johan Stierna, Daidalos, 1992). 2., omarb. uppl. 1997
- Moteld: texter mot nyliberalismens utbredning (Contre-feux)(översättning Bo Gustavsson, Symposion, 1999)
- Konstens regler: det litterära fältets uppkomst och struktur (Les règles de l'art) (översättning Johan Stierna, Symposion, 2000)

### Svenska samlingsvolymer
- Kultursociologiska texter (i urval av Donald Broady och Mikael Palme, Salamander, 1986, senare upplagor fr.o.m. 1991 på Brutus Östlings bokförlag Symposion)
- Texter om de intellektuella: en antologi (redigerad av Donald Broady, översättning Mats Rosengren, Symposion, 1992)